# Roger Mobley
Roger Lance Mobley (Evansville, 16 januari 1949) is een Amerikaanse voormalige kindacteur die in de jaren vijftig en zestig in 9 films en meer dan 118 televisieprogramma's te zien was. Hij diende bij de Special Forces tijdens de Vietnamoorlog en was daarna politieagent in Beaumont (Texas).

## Biografie
Mobley werd geboren op 16 januari 1949 in Evansville (Indiana) als een van de acht kinderen van Charlene en Arthur Lance Mobley. Het gezin verhuisde in het begin van de jaren vijftig van Indiana naar Pecos (Texas), voor ze in 1957 naar Whittier (Californië) trokken.
Hij maakte zijn acteerdebuut als kindacteur in Fury, een NBC-westernserie met Peter Graves, Bobby Diamond en William Fawcett in de hoofdrollen. Hij was te zien in 38 afleveringen. Na zijn rol in Fury speelde hij gastrollen in tal van andere televisieseries waar een kind van zijn leeftijd nodig was.
Na negen jaar en optredens in 118 televisieprogramma's of speelfilms werd Mobley's carrière op 18-jarige leeftijd onderbroken door militaire dienst. Hij werd ingedeeld bij de Special Forces en zwaaide in 1970 eervol af. Hij verhuisde met zijn kersverse bruid naar Texas, waar hij een baan kreeg bij de politie van Beaumont.
Mobley is sinds 1968 getrouwd met zijn jeugdliefde Sharie Barclay, het paar heeft drie kinderen.

## Filmografie
- Biblioteca Nacional de España: XX4996103
- Gemeinsame Normdatei: 1183332777
- International Standard Name Identifier: 0000 0000 9312 7510
- Library of Congress Control Number: no2019101504
- Nederlandse Thesaurus van Auteursnamen: 073559911
- Virtual International Authority File: 136687738